# راهب‌مرغ پس‌سرسفید
راهب‌مرغ پس‌سرسفید یا راهب‌مرغ مانوس (نام علمی: Philemon albitorques) که همچنین به عنوان چاوکا ("souka" در لله، زبان محلی) یک گونه از پرندگان در خانواده عسل‌خواران (Meliphagidae) و بومی استان مانوس در پاپوآ گینه نو است.